# Lokomotivstadion (Sofia)
Het Lokomotivstadion (Bulgaars: Стадион „Локомотив“) is een multifunctioneel stadion in Sofia, een stad in Bulgarije. 
Het stadion wordt vooral gebruikt voor voetbalwedstrijden, de voetbalclub FK Lokomotiv 1929 Sofia maakt gebruik van dit stadion. Er vinden ook regelmatig concerten plaats. Het stadion werd geopend in 1985. Het werd daarna gerenoveerd in 2000, 2010 en 2013.